# Adrien Volland
Pour les articles homonymes, voir Volland.
François-Adrien Volland, né le 1er août 1838 à Nancy (Meurthe-et-Moselle) et mort le 4 juin 1900 à Paris, est un homme politique français.

## Biographie
Fils d'un avocat à la Cour de Nancy et conseiller municipal, François devient aussi avocat à Nancy en 1859. Opposant au Second Empire, contraire à son père, il fait partie du comité de décentralisation de Nancy et participe à la fondation du Progrès de l'Est en 1871. Il préside le comité républicain de Nancy et est élu conseiller municipal en même temps que son père mais comme opposant. Il devient maire en 1879 après l'élection de Auguste Bernard au Sénat et le reste jusqu'en 1888. Il est aussi élu conseiller général du canton de Nancy-Sud puis bâtonnier de l'ordre de des avocats en août 1879.
Il est désigné candidat par le comité républicain de Nancy pour remplacer un sénateur décédé en 1886. Il est élu face au comte Fery de Ludre en étant partisan d'une république modérée. Il siège jusqu'à sa mort chez les républicains.

## Honneurs
- Chevalier de la Légion d'honneur (12 février 1881)
- Officier de l'ordre des Palmes académiques (14 février 1879)

## Sources
- « Adrien Volland », dans Adolphe Robert et Gaston Cougny, Dictionnaire des parlementaires français, Edgar Bourloton, 1889-1891 [détail de l’édition]
- Jean Jolly (dir.), Dictionnaire des parlementaires français, Presses universitaires de France
- Dir. Jean El Gammal, François Roth et Jean-Claude Delbreil, Dictionnaire des Parlementaires lorrains de la Troisième République, Metz, Serpenoise, 2006 (ISBN 2-87692-620-2, OCLC 85885906, lire en ligne), p. 188